# Bonavista (schiereiland)
Bonavista is een schiereiland aan de Atlantische oostkust van het Canadese eiland Newfoundland.

## Geschiedenis
Traditioneel wordt Cape Bonavista beschouwd als de vermoedelijke landingsplaats van de ontdekkingsreiziger John Cabot in 1497. Het schiereiland wordt daarom ook wel de "Discovery Region" genoemd.
In de 17e eeuw waren de plaatsen Bonavista en Trinity reeds belangrijke vissershavens aan de zogenaamde Engelse kust van Newfoundland.

## Geografie
Het schiereiland scheidt de in het noorden gelegen Bonavista Bay af van de in het zuiden gelegen Trinity Bay. Bonavista is zo'n 85 km lang en heeft een breedte die varieert van 15 tot 40 km. Het noordelijkste punt ervan is Cape Bonavista.
Aan de kust van Bonavista bevinden zich opmerkelijke rotsformaties met onder meer brandingspilaren, natuurlijke bogen en grotten, evenals uitzonderlijke en aan de oppervlakte zichtbare fossielen uit het Ediacarium. Het volledige oosten van het schiereiland is daarom sinds 2020 door UNESCO erkend als het Discovery Geopark.
Enkele zeearmen gaan kilometers ver het schiereiland in, waaronder de Southern Bay en de Goose Bay. Het gebied telt ook een aantal kleine rivieren, zoals de Southern Bay River.

### Plaatsen
Het schiereiland Bonavista telt negen gemeenten, die hieronder tezamen met hun bevolkingsomvang (2021) vermeld zijn:
- Bonavista - 3.190
- Trinity Bay North - 1.649
- Port Blandford (gedeeltelijk)[4] - 513
- Musgravetown - 561
- Port Rexton - 361
- Elliston - 315
- Trinity - 76
- King's Cove - 75
- Keels - 46

Voorts telt het schiereiland nog een dertigtal gemeentevrije plaatsen, waaronder Bloomfield, Duntara, Plate Cove East, Plate Cove West, Princeton, Southern Bay, Summerville en Trinity East.

## Zie ook

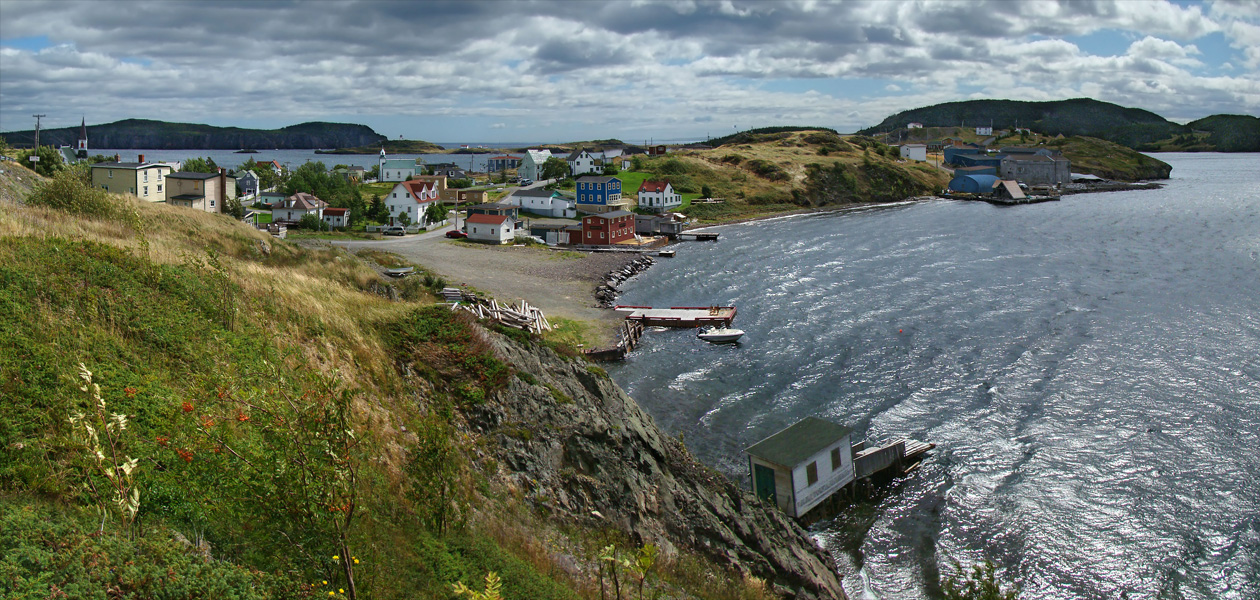
Het dorp Trinity, aan de oostkust van Bonavista